# Retrat d'un frare trinitari
El Retrat d'un Frare Trinitari és una obra d'El Greco, datada aproximadament entre 1605 i 1610, actualment al Museu Nelson-Atkins, de Kansas City (Kansas). Aquesta obra està catalogada per Harold Wethey amb el número 159, en el seu catàleg raonat d'obres d'El Greco. El catàleg del Nelson-Atkins Museum of Art li dona el Object Number 52-23.

## Temàtica
Aquest retrat és l'única obra que ha arribat fins als nostres dies en la qual El Greco retrata una persona grassa. D'acord amb Gregorio Marañón, El Greco hauria realitzat tres retrats d'Hortensio Félix Paravicino, dels quals el tercer seria aquest Retrat d'un frare trinitari. La diferència és que en els dos primers El Greco pinta a un xicot jove i força atractiu, i en canvi en aquest altre, a conseqüència del pas dels anys, representa a un home gras, que necesita ulleres, i és "ya maduro y ajamonado" (sic).

## Anàlisi
Signat al braç de la butaca, a la part inferior dreta, amb menudes lletres cursives gregues: doménikos theotokópoulos é'poíoei.
Oli sobre llenç; 92,39 x 85,41 cm.; ca. 1609.
El frare està retratat de tres-quarts, assegut en una butaca de cuir clavat amb claus a la fusta, que té ornaments als extrems. Vesteix un hàbit blanc, sobre el qual hi ha una capa de color marró fosc, que s'estén sobre el cap formant una caputxa. Sobre l'hàbit blanc, hi ha una Creu de Malta amb braços blaus horitzontals, i de color rosa els verticals. La mà dreta del monjo agafa el braç de la butaca, mentre l'esquerra sosté les seves ulleres amb l'estoig.

### Estat de conservació
Aquesta obra estava totalment repintada quan va ser adquirida pel Nelson-Atkins Museum of Art, i fins i tot hom havia alterat la forma de la butaca. Durant les restauracions, hom va eliminar les capes repintades, apareixent varis desperfectes. Ha perdut gairebé totalment les veladures, especialment a les mans i al rostre. Per tots aquests motius, dona només una vaga idea del mestratge d'El Greco.

## Procedència
- Andrés Avelino de Salabert y Arteaga, vuitè Marquès de la Torrecilla (1864-1925) Madrid, com a Retrato de un trinitario calzado, aprox. 1908-25
- Per descèndencia, al seu Nebot,Luis Jesús Fernández de Córdoba y Salabert, 17è. Duc de Medinaceli i desè Marqués de la Torrecilla, 1925-1950;
- Comprat a Fernández de Córdoba y Salabert per Wildenstein and Co., New York, 1950-1952
- Comprat a Wildestein per al Nelson-Atkins Museum of Art, Kansas City, MO, 1952.